# Эвтрофы

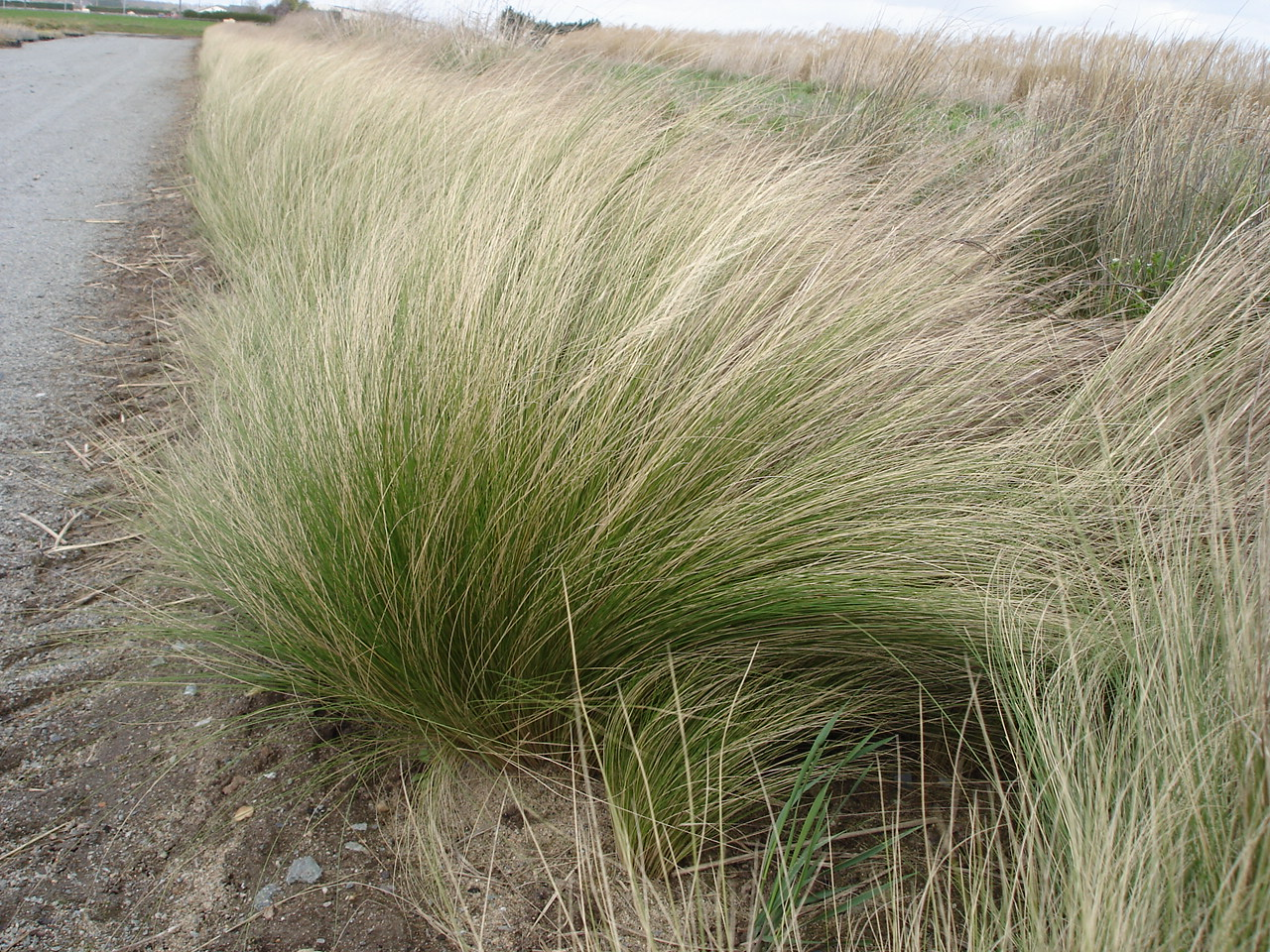
Ковыль — типичный эутроф

Эвтро́фы, или Эутро́фы (название происходит от др.-греч. εὖ — «хорошо» и др.-греч. τρoφή — «питание») — растения, обитающие на плодородных почвах с высоким содержанием гумуса и элементов минерального питания. К этой группе относятся древесные (дуб черешчатый, бук, граб, клён, ясень, липа и др.), кустарниковые (жимолость татарская, тёрн и др.) и травянистые (сныть, ветреница, медуница и др.) растения широколиственных, а также некоторых хвойных и смешанных лесов (например, пихта), низинных болот, травы пойменных лугов, растения чернозёмных степей. К этой же группе относят большинство культурных растений.